# Giovanni Paolo Lomazzo

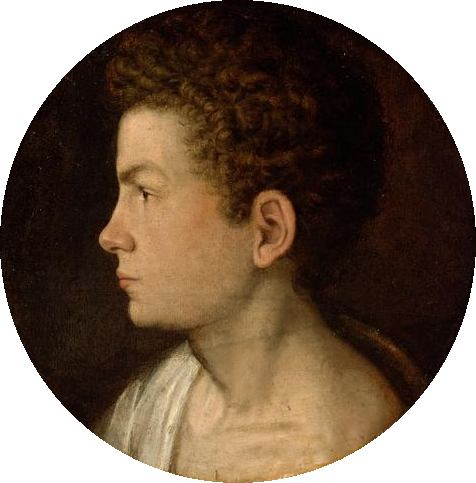
Giovanni Paolo Lomazzo, Selbstporträt

Giovanni Paolo Lomazzo (* 26. April 1538 in Mailand; † 13. Februar 1600 ebenda) war Maler, Kunsthistoriker und Kunsttheoretiker und Dichter. Sein Werk ist dem Manierismus zuzuordnen.
Werke von Lomazzo finden sich in Mailand, unter anderem in den Kirchen Sta Maria della Passione, San Marco und San Vittore und in der Pinacoteca di Brera.
Nachdem der Künstler im Alter von 33 Jahren erblindet war, wandte er sich der Erstellung von kunsttheoretischen und literarischen Schriften zu.

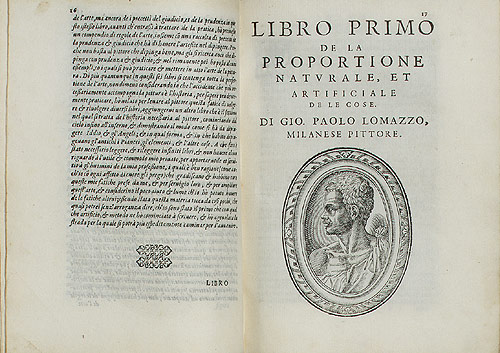
Lomazzo: Trattato dell'arte della pittura,

Sein kunsttheoretisches Hauptwerk Trattato dell'arte della Pittura (Traktat über die Kunst der Malerei) (7 Bände) erschien 1584 in Mailand und wurde ein so großer Erfolg, dass es ins Englische und Französische übersetzt wurde. Weitere Werke sind
- Libro dei sogni, vor 1564
- Rime...intitolate Grotteschi (Reime...Grottesken genannt), 1587
- Rabisch (Arabesken), 1589
- Trattato dell'arte della pittura, scoltura et architettura (Traktat über Malerei, Skulptur und Architektur), 1584
- Idea del tempio della pittura (Idee vom Tempel der Kunst), 1590 (sieben Bände).